# Relais Colis
Relais Colis, fondé sous en 1969 sous le nom de SOGEP, est une entreprise française, filiale de Redcats, créé par le groupe La Redoute (groupe Kering/PPR), proposant des services de livraison de colis aux particuliers dans environ 4 000 point relais. Elle est créée en tant que société de livraison et de prestation de services pour La Redoute, pour contrer le mouvement de grève du service postal à domicile,.
Le service de livraison dans des points de dépôt (ou points relais) y est ajouté en 1983.
En 2015, DHL, devient un des actionnaires de la société.